# 道の駅伊豆ゲートウェイ函南
道の駅伊豆ゲートウェイ函南（みちのえき いずゲートウェイかんなみ）は、静岡県田方郡函南町にある国道136号の道の駅である。

## 概要
2014年度（平成26年度）制定の重点道の駅「伊豆道の駅ネットワーク」の一つであり、川の駅（塚本地区MIZBEステーション、旧・狩野川塚本地区河川防災ステーション）が隣接する道の駅である。
PFI事業で運営されている道の駅であり、PFI事業者の加和太建設グループが、開業から15年間管理運営を行う。
2019年（平成31年）4月27日に川の駅施設がオープンしている。
なお、川の駅駐車場を伊豆中央道から伊豆縦貫道沼津方面への道の駅駐車場として案内しており、道の駅施設と川の駅施設は展望歩道橋により連絡されている。

## 歴史
- 2017年（平成29年）5月1日 - 開業[4][5][6]。
- 2019年（平成31年）4月27日 - 川の駅施設オープン。

## 施設
- 駐車場 : 113台
- トイレ : 31器
- 交通情報案内施設
- 観光情報案内施設
- 物産販売所
- 飲食施設
- コミュニティ広場
- 展望歩道橋
- 受水槽
- 防災倉庫
- 非常用発電設備
- 急速EV充電設備2台
- 駐輪場
- セブン-イレブン伊豆ゲートウェイ函南店
- 伊豆ゲートウェイ函南 i-studio
- 東海バス伊豆ゲートウェイ函南停留所 : 三島駅～大平車庫間の路線の一部が乗り入れる。

### 川の駅伊豆ゲートウェイ函南
- 駐車場 : 46台（災害時用ヘリポート）
- 水防多目的センター
- 広場
- ドッグラン

## アクセス
- 国道136号 - 登録路線
- 伊豆箱根鉄道駿豆線伊豆仁田駅から徒歩20分ほど
- JR東海・伊豆箱根鉄道三島駅から東海バス

## 周辺
- 伊豆縦貫自動車道（東駿河湾環状道路）函南塚本IC
- 伊豆わさびミュージアム
- かねふく めんたいパーク伊豆

## 備考
セブン-イレブンで伊豆中央道、修善寺道路の回数券を購入することができる。